# 図画取調掛
図画取調掛（ずがとりしらべがかり）は、1885年（明治18年）文部省内に設置された部局で、東京美術学校の直接の前身である。

## 沿革
1880年代半ばころの日本では、「国粋保存」の思潮や日本美術・日本画復興の機運が高まりを見せ、その一方で1883年（明治16年）工部美術学校が廃校になるなど西欧風美術教育は後退しつつあった。こうした状況を背景に1884年（明治17年）文部省内に設置された「図画教育調査会」の決議に従い、1885年12月5日、同省の専門学務局内に図画取調掛が設置された。
同掛は濱尾新を委員長、岡倉覚三・フェノロサ・狩野友信を委員に西欧の図画教育の実態調査を委嘱され、翌1886年岡倉とフェノロサが欧州の調査旅行に出発、1887年に帰国した2人は日本美術と西欧美術との詳細な対比に基づき、日本の美術教育における毛筆画の意義を強調し実利を目的とする美術画法（すなわち専門家の臨模本の模写）を導入することを提唱した。
この報告は日本復興や国粋保存を主張する人々の間で歓迎され、文部省は美術教育において従来の鉛筆画と並んで毛筆画を使用することを認めた。こののち激しい鉛筆画・毛筆画論争を経て次第に毛筆画が美術教育の主流になるに至った（その後明治30年代には再び鉛筆画論者が勢いを盛り返し、両者の折衷が模索されるようになった）。
取調掛は1887年10月5日、告示で東京美術学校に改称されて開校の準備が進められ、2年後の1889年正式に開校、美術専門家・教育者の育成に当たることとなった。

## 関連事項
- 工部美術学校 - 東京美術学校 (旧制)
- 音楽取調掛